# Éltartam
Az éltartam a forgácsoló-, vágó-, húzó-, kisajtoló-, mélyhúzószerszámok stb. fontos paramétere. Az ilyen szerszámok éle a használat során elkopik, eredeti szabályos mértani alakjukat bizonyos idő után elvesztik. Ilyenkor például a forgácsoló szerszámokat újra kell élezni. A két egymást követő élezés közötti forgácsolással eltöltött időt éltartamnak nevezzük. Az éltartam jele: T, mértékegysége: min.

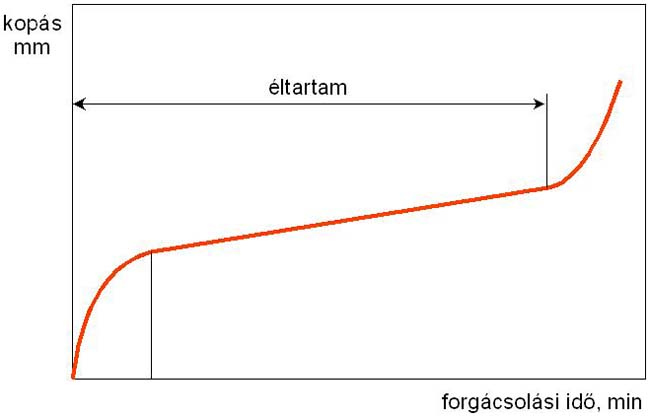
Kopásgörbe

A kopás időbeli változását a kopásgörbe írja le. A kezdeti gyors kopás oka az, hogy a szerszám dolgozó részéről az előzetes megmunkálásból visszamaradt roncsolódott részek gyorsan lekopnak, a szerszám mintegy „bekopik”. A bekopást követi az egyenletes kopás szakasza, amikor egyenlő idő alatt közel egyenlő anyagmennyiség kopik le a szerszámról. Ebben a szakaszban a szerszám súrlódási és hőmérsékleti viszonyai csak kis mértékben változnak. Egy bizonyos kopásérték elérésekor a súrlódás hirtelen megnő, gyorsabban emelkedik a szerszámél hőmérséklete és csökken az él környezetében a szerszám szilárdsága. A kisebb szilárdságú részecskéket a tárgy és a forgács anyaga lesodorja, a szerszámkopás intenzitása megnövekszik, a szerszámél leég vagy lemorzsolódik (túlkopás). A túlkopás szakaszán nem szabad forgácsolni, vágni, a szerszámot a túlkopási szakasz kezdete előtt, az egyenletes kopási szakasz vége felé kell újraélezni.
Forgácsolás esetén az éltartam nagyságára befolyást gyakorol minden olyan tényező, amely a forgácsolási folyamattal kapcsolatos. Gyakorlati tapasztalatok szerint azonban a leginkább a forgácsolósebesség befolyásolja a szerszám éltartamát. Kisebb mértékben, de hatással vannak még az éltartamra a forgács méretei, a forgácsoló szerszám és a forgácsolt darab anyagminősége stb.